# Umberto Rognoni
Umberto Rognoni (Morbegno, 1907 – Norimberga, 1945) è stato un pittore italiano.

## Biografia
Si formò a Piacenza, presso gli studi dei pittori Francesco Ghittoni e Nazzareno Sidoli, e all'Accademia di Brera, dove fu allievo di Aldo Carpi. Ebbe fra i suoi allievi Pierangelo Tronconi. Deportato in Germania, morì a Norimberga nel 1945.

## Produzione artistica
La sua pittura sentì l'influenza mitteleuropea ed espressionistica mediata dalla conoscenza con Marussig.
Dopo alcune personali giovanili a Piacenza, partecipò con quattordici dipinti alla Mostra dei sette di Brera alla Galleria Pesaro: venne presentato da Carpi come «artista singolare, non eccessivamente socievole e molto schivo, [nella cui pittura] si sente vivo il dibattito tra poesia e realtà», e fu tiepidamente recensito sul Corriere della Sera da Leonardo Borgese, che scrisse: «Sorretta dal solido disegno, la pittura di Umberto Rognoni, un po' greve negli impasti, si esercita prevalentemente su temi di figura, con accentuazioni forse eccessive d'iridescenze e riflessi nei nudi». In occasione di quell'esposizione, un suo dipinto (Case di campagna) fu acquistato per 1000 lire dalla Provincia di Milano per la sua collezione artistica.
Nel 1939 partecipò alla prima edizione del Premio Cremona con il dipinto 2 Ottobre XIII: parla il Duce. 
Fra le esposizioni postume si ricorda soprattutto quella alla Galleria Ricci Oddi di Piacenza nel 1985. Il medesimo museo conserva di Rognoni due dipinti.